# Mononoke: El fantasma bajo la lluvia
Mononoke: El fantasma bajo la lluvia (劇場版「モノノ怪 唐傘」 Gekijōban Mononoke: Karakasa?), también conocida como Mononoke the Movie: Phantom in the Rain en inglés, es una película animada japonesa de terror psicológico sobrenatural de 2024 dirigida por Kenji Nakamura, basada en la serie de televisión de anime Mononoke (2007), que a su vez es un spin-off de la serie de antología Ayakashi: Samurai Horror Tales (2006), ambas creadas por Toei Animation.
El fantasma bajo la lluvia es la primera parte del proyecto cinematográfico de la trilogía de Mononoke. La película está protagonizada por Hiroshi Kamiya como la voz del vendedor de medicinas, junto a Tomoyo Kurosawa, Aoi Yūki, Mami Koyama, Kana Hanazawa, Haruka Tomatsu, Yoko Hikasa, Yūko Kaida, Yukana, Yuki Kaji, Jun Fukuyama, Daisuke Hosomi, Miyu Irino y Kenjiro Tsuda. La película se estrenó en Japón el 26 de julio de 2024.
Netflix adquirió los derechos de transmisión de la película. La secuela, Mononoke Second Chapter: Hinezumi, se estrenará en Japón el 14 de marzo de 2025, seguida de una tercera película aún sin título.

## Argumento
Una chica llamada Asa está intentando avanzar en su carrera, mientras que otra llamada Kame está persiguiendo su sueño de participar en los trabajos carnales de las Cámaras Internas. Mientras el anciano Utayama hace todo lo posible por ocultar sus secretos, el vendedor de medicinas llega y comienza a desentrañar la horrible y dolorosa verdad que se esconde en el corazón de las Cámaras Internas.

## Reparto
| Personaje          | Actor de voz original Japón |
| ------------------ | --------------------------- |
| El Boticario       | Hiroshi Kamiya              |
| Asa                | Tomoyo Kurosawa             |
| Kame               | Aoi Yūki                    |
| Utayama            | Mami Koyama                 |
| Kitagawa           | Kana Hanazawa               |
| Botan Ōtomo        | Haruka Tomatsu              |
| Fuki Tokita        | Yoko Hikasa                 |
| Awashima           | Yūko Kaida                  |
| Mugitani           | Yukana                      |
| Saburomaru         | Yuki Kaji                   |
| Hiramoto           | Jun Fukuyama                |
| Sakashita          | Daisuke Hosomi              |
| Tenshi (Emperador) | Miyu Irino                  |
| Hokuto Mizoragi    | Kenjiro Tsuda               |

## Producción
En junio de 2022, se anunció que la serie de anime Mononoke recibiría una adaptación cinematográfica en 2023, con Kenji Nakamura regresando para dirigir la película, mientras que EOTA se encargaría de la animación. En febrero de 2023, EOTA anunció que Takahiro Sakurai no volvería a interpretar su papel como El Boticario, quien prestó su voz al personaje en la serie de 2007, y luego fue reemplazado por Hiroshi Kamiya. También se revelaron miembros adicionales del personal, con Yūichi Takahashi como diseñador de personajes a partir del concepto de personaje original de Kitsuneko Nagata, música compuesta por Taku Iwasaki. En marzo de 2024, Tomoyo Kurosawa, Aoi Yūki y Mami Koyama fueron elegidos para la película. En abril de ese año, se anunciaron más miembros del elenco, junto con Aina the End proporcionando la canción principal de la película, titulada "Love Sick".

## Lanzamiento
La película estaba prevista para estrenarse en 2023, pero posteriormente se pospuso al 26 de julio de 2024. También se estrenó en Montreal en el 28º Festival Internacional de Cine Fantasía del mismo mes. En septiembre de ese mismo año, Netflix adquirió los derechos de transmisión global de la película.

## Secuelas
En julio de 2024, se anunció que se estaba produciendo una secuela y, más tarde ese mes, se anunció que el proyecto cinematográfico de Mononoke tendrá tres películas.
La segunda película, titulada Mononoke Second Chapter: Hinezumi, se estrenará el 14 de marzo de 2025.